# Trémolat
Trémolat település Franciaországban, Dordogne megyében. Lakosainak száma 629 fő (2022. január 1.). Trémolat Pezuls, Paunat, Alles-sur-Dordogne, Le Buisson-de-Cadouin, Calès és Mauzac-et-Grand-Castang községekkel határos.

## Népesség
A település népessége az elmúlt években az alábbi módon változott:
| Lakosok száma | 566  | 542  | 625  | 666  | 595  | 637  | 652  | 637  | 630  | 629  |
|               | 1968 | 1982 | 1990 | 2006 | 2013 | 2015 | 2017 | 2019 | 2020 | 2022 |